# Abbey Weitzeil
Abbey Weitzeil (Santa Clarita, 3 dicembre 1996) è una nuotatrice statunitense, vincitrice di una medaglia d'argento ai Giochi olimpici di Rio de Janeiro 2016.

## Palmarès
- Giochi olimpici

Rio de Janeiro 2016: oro nella 4x100m misti, argento nella 4x100m sl.
Tokyo 2020: argento nella 4x100m misti, bronzo nella 4x100m sl.
Parigi 2024: oro nella 4x100m misti mista, argento nella 4x100m sl.
- Mondiali

Kazan 2015: oro nella 4x100m sl mista, bronzo nella 4x100m sl.
Gwangju 2019: oro nella 4x100m misti mista, argento nella 4x100m sl.
Fukuoka 2023: oro nella 4x100m misti, argento nella 4x100m sl e nella 4x100m sl mista, bronzo nella 4x100m misti mista.
- Mondiali in vasca corta

Doha 2014: oro nella 4x50m sl mista, argento nella 4x50m sl e nella 4x100m sl.
Abu Dhabi 2021: oro nella 4x50m sl e nella 4x100m sl, argento nella 4x200m sl, nella 4x50m misti e nella 4x50m misti mista, bronzo nei 100m sl.
- Giochi PanPacifici

Gold Coast 2014: argento nella 4x100m sl.
- Universiade

Gwangju 2015: oro nella 4x100m sl, argento nei 100m sl, bronzo nella 4x100m misti.

## Primati personali
I suoi primati personali in vasca da 50 metri sono:
- 50 m stile libero: 24"19 (2021)
- 100 m stile libero: 52"99 (2021)
- 200 m stile libero: 1'58"65 (2021)

I suoi primati personali in vasca da 25 metri sono:
- 50 m stile libero: 23"44 (2021)
- 100 m stile libero: 51"26 (2020)
- 50 m delfino: 25"35 (2021)
- 100 m misti: 58"46 (2021)

## International Swimming League
| Stagione 2020 | Stagione 2021 |
| ------------- | ------------- |
| LA Current    | LA Current    |